# Blakea parasitica
 (septembre 2024).
La mise en forme du texte ne suit pas les recommandations de Wikipédia : il faut le « wikifier ».
Les points d'amélioration suivants sont les cas les plus fréquents :
- Les titres sont pré-formatés par le logiciel. Ils ne sont ni en capitales, ni en gras.
- Le texte ne doit pas être écrit en capitales (les noms de famille non plus), ni en gras, ni en italique, ni en « petit »…
- Le gras n'est utilisé que pour surligner le titre de l'article dans l'introduction, une seule fois.
- L'italique est rarement utilisé : mots en langue étrangère, titres d'œuvres, noms de bateaux, etc.
- Les citations ne sont pas en italique mais en corps de texte normal. Elles sont entourées par des guillemets français : « et ».
- Les listes à puces sont à éviter, des paragraphes rédigés étant largement préférés. Les tableaux sont à réserver à la présentation de données structurées (résultats, etc.).
- Les appels de note de bas de page (petits chiffres en exposant, introduits par l'outil «  Source ») sont à placer entre la fin de phrase et le point final[comme ça].
- Les liens internes (vers d'autres articles de Wikipédia) sont à choisir avec parcimonie. Créez des liens vers des articles approfondissant le sujet. Les termes génériques sans rapport avec le sujet sont à éviter, ainsi que les répétitions de liens vers un même terme.
- Les liens externes sont à placer uniquement dans une section « Liens externes », à la fin de l'article. Ces liens sont à choisir avec parcimonie suivant les règles définies. Si un lien sert de source à l'article, son insertion dans le texte est à faire par les notes de bas de page.
- La présentation des références doit suivre les conventions bibliographiques. Il est recommandé d'utiliser les modèles {{Ouvrage}}, {{Chapitre}}, {{Article}}, {{Lien web}} et/ou {{Bibliographie}}. Le mode d'édition visuel peut mettre en forme automatiquement les références.
- Insérer une infobox (cadre d'informations à droite) n'est pas obligatoire pour parachever la mise en page.

Pour une aide détaillée, merci de consulter Aide:Wikification.
Si vous pensez que ces points ont été résolus, vous pouvez retirer ce bandeau et améliorer la mise en forme d'un autre article.
Espèce
Synonymes
Selon Tropicos (28 septembre 2024)
- Topobea floribunda Gleason
- Topobea parasitica Aubl. - Basionyme
- Topobea rhodantha L. Uribe

Se8on GBIF (28 septembre 2024)
- Topobea cuspidata Gleason
- Topobea floribunda Gleason
- Topobea membranacea Wurdack
- Topobea parasitica Aubl. - Basionyme
- Topobea praecox Gleason
- Topobea pubescens Gleason
- Topobea regeliana Cogn.
- Topobea rhodantha L.Uribe
- Topobea rupicola Hoehne

Blakea parasitica est une espèce de plantes à fleurs de la famille des Melastomataceae.
Il est connu en Guyane sous les noms de Agnian-panpin, Takalaweluɨp (Wayãpi), Murik (Palikur).

## Description
Blakea parasitica est un arbuste ou petit arbre, parfois grimpant, souvent épiphyte ou rupicole.
Les jeunes rameaux sont striguleux caducs avec des poils rugueux. 
Le pétiole est long de (2-)3-8 cm. 
Le limbe mesure généralement 10-18 x 5-12 cm, est de forme largement elliptique, à apex sub-abruptement courtement-acuminé, à base largement aiguë à obtuse, fine et entière, caducément rugueuse-pubéruleuse sur les nervures inférieures, (5-)7-nervures. 
Les fleurs sont généralement 4-6 par nœud de la branche supérieure.
Les pédicelles sont longs de 0,5-1 cm.
Les bractées mesurent généralement 7-12 x 7-9 mm, sont de forme largement ovales à subrondes, libres, caducément pubérulentes.
L'hypanthium est long d'environ 6 mm.
Le calice est long d'environ 3,5 mm, à peine (0,5-0,7 mm) 6-lobulé.
Les pétales mesurent 15-17 x 8-10 mm, sont de forme largement obovales et largement obtus à arrondis à l'apex.
Les anthères sont longues de 10-12 mm, l'éperon connectif dorso-basal 0,7-1,5 mm de long et émoussé.
Le stigmate est non expansé.
L'ovaire est (?4-)6-loculaire et environ 1/5-1/4 inférieur, glabre, avec le collier stylistique long de 0,6-0,8 mm.

En 1953, Lemée propose la description suivante de Blakea parasitica :

« T. parasitica Aubl. Plante à tiges robustes charnues 4-gônes ; feuilles de 0,12-0,20 sur 0,07-0,12, pétiolées ovales-oblongues ou elliptiques brusquement acuminées, à base obtuse, minces entières ou presque, glabres sur les 2 faces ou d'abord un peu pubérulentes sur les veines, 5-nervées ; fleurs en faisceaux axillaires, pédicellées, bractées longues de 0,01, largement arrondies, pétales roses, longs de 15 mm. - Guy. franç. (Sagot). »

— Albert Lemée, 1953.

## Répartition
Blakea parasitica est présente de l'est de la Colombie et du sud-ouest du Venezuela jusqu'au bassin de l'Amazone au Brésil (Amapá, Pará, Amazonas), y compris le Suriname et la Guyane.

## Écologie
Blakea parasitica pousse dans les forêts pluviales de basse altitude.
Contrairement à ce qu'indique son nom parasitica, Blakea parasitica n'est pas parasite, mais peut tout au plus être épiphyte.

## Protologue

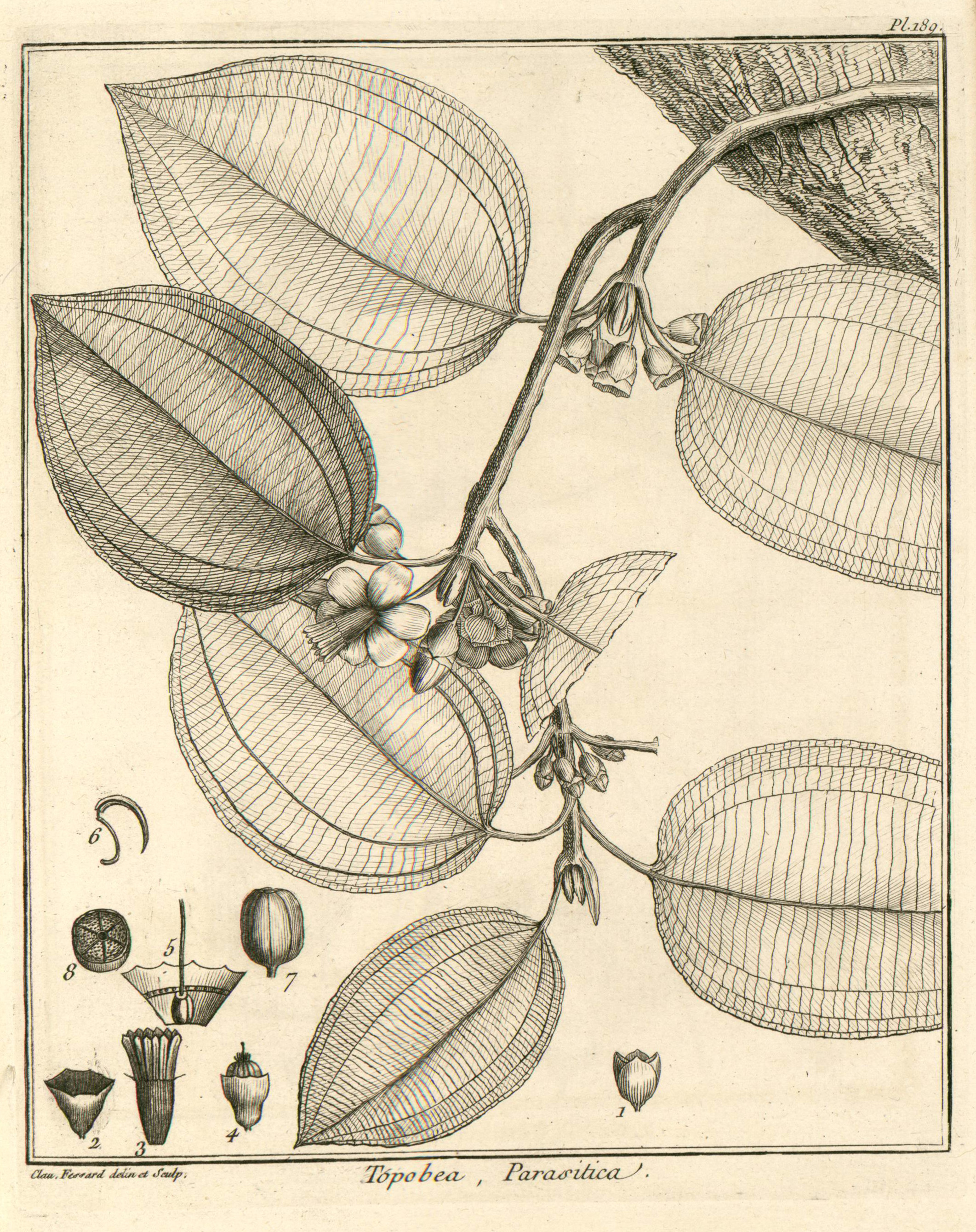
Blakea parasitica par Aublet (1775) 1. quatre écailles qui enveloppent le calice. - 2. Calice. - 3. Étamines droites formant une couronne. - 4. Calice qui renferme les étamines & le piſtil. - 5. Calice ouvert. Impreſſion des étamines. Ovaire. Style. Stigmate. - 6. Étamine lorſque la fleur ſe flétrit. - 7. Baie ſéparée du calice. - 8. Baie coupée en travers.

En 1775, le botaniste Aublet a décrit Blakea parasitica et en a proposé le protologue suivant : 

« TOPOBEA paraſitica. (Tabula 189.)
Frutex ſarmentofus, radicibus in cortice arborum defixis ; sarmentis longis, tetragonis, propendentibus, ramoſis, ramulis alternatim ex axillis foliorum prodeuntibus, & in extremitate folioiis. Folia oppoſita, ſubcordata, acuta., quinquenervia, ſerrulata, ſupernè virentia, infernè ſubrubentia, nervis ſubtus piloſis; pilis rufeſcentibus, petiolata, petiolis ad baſim piloſis. Flores plures, axillares, pedunculati.
Florebat, fructumque ferebat Maio & Septembri.
Habitat ſupra truncos arborum ad ripas fluvii Sinémari, & amnis Galibienſis.

LA TOPOBéE paraſite. (PLANCHE 189.)
Cette plante eſt paraſite ; elle croît ordinairement ſur le tronc des grands arbres. Ses branches ſont ſarmenteuſes, & s'inclinent vers la terre, ce ne ſont proprement que des ſarments de la groſſeur d'un doigt, plus ou moins ; ils ſont à quatre angles, & garnis de feuilles oppoſées, qui ſe voient particulièrement à leur extrémité au nombre de deux, de trois ou de quatre paires. Les premières tombent à meſure que les ſarments ſe prolongent & s'aminciſſent, & les rameaux naiſſent toujours alternativement de l'aiſſelle des feuilles, à meſure qu'elles tombent. Elles ſont ovales, pointues, molles, & quelquefois en forme de cœur à leur partie inférieure ; les plus grandes ont ſix pouces de longueur, & environ trois & demi de largeur ; leur couleur eſt verte en deſſus, & rougeâtre en deſſous ; ces feuilles ont cinq nervures ſaillantes, couvertes d'un poil roux, & qui s'étendent juſqu'à leur extrémité ſupérieure ; elles ſont portées chacune ſur un pédicule charnu, rouge, creuſé en deſſus, convexe en deſſous, long de deux pouces, garni à. ſa naiſſance de quelques poils. 
Les fleurs naiſſent pluſieurs enſemble dans les aiſſelles des feuilles, & ſont ſoutenues chacune ſur on pédoncule particulier. 
Le calice eſt en forme de cloche ; la partie ſupérieure eſt membraneuſe, rouge, évaſée, terminée par ſix petites pointes ; ſa partie inférieure eſt a ſix faces, elle eſt étroitement recouverte par quatre larges écailles oppoſées. 
Les pétales ſont au nombre de ſix, arrondis, de différente grandeur, charnus, couleur & roſe, attachés par un onglet à la partie moyenne de la paroi interne du calice.
Les étamines, au nombre & douze, ſont attachées au deſſous des pétales a un corps ou eſpèce de diſque qui couronne l'ovaire. Leurs filets ſont courbes en forme de crochet vers la baſe ; ils ſont blancs, fermés, larges, applatis, & comme réunis enſemble ; ils ſont ſurmontés d'une anthère longue d'un demi-pouce, courbée en arc, & s'inclinant ſur leur filet juſqu'à leur attache ; en ſe réuniſſant les anthères forment une couronne dans le milieu de la fleur : elles s'ouvrent ſur le devant dans toute leur longueur en deux valves, &c répandent une pouſſière jaune. 
Le piſtil eſt un ovaire qui occupe le fond du calice, ſurmonté d'un style long, charnu, rouge, qui, après avoir traverſe la couronne que forme les étamines, ſe courbe ſur le pétale inférieur qui eſt le plus petit & en forme de cuilleron. Le style eſt terminé par un stigmate rouge, un peu renflé, & à ſix côtes. 
L'ovaire en muriſſant devient une baie rouge, ſpongieuſe, un peu ſucculente, de la groſſeur d'une noiſette, & diviſée intérieurement par des membranes en ſix loges, remplies de menues semences. 
Les Galibis mangent le fruit, & l'emploient quelquefois pour donner une couleur rouge à leurs petits meubles. 
J'ai trouvé cette plante à quarante lieues de la mer, ſur le bord du rivage de la rivière de Sinémari, & dans les environs de la crique des Galibis. »

— Fusée-Aublet, 1775.